# Kommunistische Universität der nationalen Minderheiten des Westens
Die Kommunistische Universität der nationalen Minderheiten des Westens (KUNMS), verkürzt auch Westuniversität,  (russisch Коммунистический университет национальных меньшинств Запада имени Мархлевского, transkript. Kommunistitscheski uniwersitet nazionalnych menschinstw Sapada imeni Marchlewskowo) war eine sowjetische Universität zur Ausbildung von Partei- und Staatsfunktionären für die Westgebiete der RSFSR, später der UdSSR und schließlich auch für Parteikader kommunistischer Parteien vieler europäischer Länder. Die Universität wurde postum nach dem polnischen Kommunisten und ihrem ersten Rektor Julian Balthasar Marchlewski (1866–1925) benannt. Sie bestand von 1921 bis 1936.

## Organisation
Formal gesehen war die KUNMS eine Bildungseinrichtung der Kommunistischen Internationale. Tatsächlich unterstand sie allerdings – insbesondere in politisch-ideologischen Fragen – dem Parteiapparat der WKP(B), d. h. letztlich dem Politbüro der Partei und ihrem Generalsekretär Stalin. Die KUNMS wurde wie jede gewöhnliche Universität in der RSFSR (später der Sowjetunion) aus dem Staatshaushalt finanziert. Neben dem Hauptsitz in Moskau befand sich ein Standort der Universität in Leningrad. 
Geleitet wurde die KUNMS von Rektoren an der Spitze und Leitern für die einzelnen nationalen Sektoren (Sektionen, Fakultäten). Vor ihrer Auflösung 1936 gab es einen weißrussischen, bulgarischen, ungarischen, griechischen, jüdischen, italienischen, lettischen, litauischen, estnischen, taurischen, moldauischen, deutschen, polnischen, rumänischen, skandinavischen, finnischen und jugoslawischen Sektor. Der größte Sektor war der deutsche. Er umfasste vor allem Studierende der großen nationalen Minderheit der Wolgadeutschen und andere Russlanddeutsche, die in den Westgebieten der Sowjetunion lebten. In den 1930er Jahren kamen ein paar hundert deutsche Emigranten hinzu.

## Geschichte
Die Gründung der Kommunistischen Universität der nationalen Minderheiten des Westens erfolgte per Dekret des Rates der Volkskommissare der Russischen Sozialistischen Föderativen Sowjetrepublik (RSFSR) vom 28. November 1921. Unterzeichnet war das Dekret von Lenin. Laut Dekret war es anfangs ihre Aufgabe, Parteiarbeiter und Staatsfunktionäre aus den Westgebieten der RSFSR auszubilden. Gemäß der in den Jahren 1921/22 herrschenden Leninschen Parteidoktrin, wonach die Weltrevolution unmittelbar bevorstünde, war dennoch deren Aufgabe weiter gefasst. Das Wirken der KUNMS war von Anfang an international an der Doktrin vom protelarischen Internationalismus ausgerichtet. Deswegen war das Wirkungsfeld der KUNMS nicht allein auf die nationalen Minderheiten des Westens der RSFSR (UdSSR) beschränkt, sondern umfasste auch wichtige Länder Europas. Insbesondere Deutschland schien 1921 bis 1923 unmittelbar vor einem revolutionären Umsturz zu stehen. Bezeichnend für diese Phase in der Geschichte der KUNMS ist, dass zu ihrem ersten Leiter (Rektor) Julian Marchlewski ernannt wurde. Er galt als Freund und Mitkämpfer von Rosa Luxemburg als die Verkörperung eines Internationalisten, zumal er sowohl Mitbegründer der KPD als auch der Polnischen Kommunistischen Partei sowie der Kommunistischen Internationale war. Nach dem Tod von Marchlewski wurde 1925 die Leiterin des jüdischen Sektors, Marija Frumkina, zur zweiten (und letzten) Rektorin der KUNMS.
Die spätere Geschichte der KUNMS verlief im Prinzip synchron mit den Schwankungen in der Geschichte der kommunistischen Partei. Jede Machtverschiebung im Gefüge des Politbüros und letztlich der Sieg der Stalin-Fraktion hatte Auswirkungen auf den Lehrkörper und die Studenten der KUNMS. Ende der 1920er Jahre geriet das internationalistische Prinzip der KUNMS zunehmend in Widerspruch zu Stalins Doktrin vom Aufbau des Sozialismus in einem Land. Obwohl ehemalige Studenten wie Wolfgang Ruge an der Anstalt einen gewissen intellektuellen Freiraum verspürten, konnte sich wohl niemand der Ideologie des Stalinismus entziehen. Im Zuge der Stalinschen Säuberungen im Partei- und Staatsapparat und während des Großen Terrors ab Mitte der 1930er Jahre gerieten sowohl Dozenten wie auch Studenten oder Absolventen der KUNMS ins Visier des NKWD. 1936 wurde die KUNMS aufgelöst. Die meisten der ehemaligen Mitarbeiter oder Studenten der Einrichtung wurden entweder als „Spione“ (weil häufig Ausländer und Emigranten) oder „Volksfeinde“ verhaftet und hingerichtet. Auf der Grundlage des Artikels 58 des Strafgesetzbuches der RSFSR wurden speziell Ausländer der „Spionage“ für Feindmächte bezichtigt und entsprechend abgeurteilt. Nicht selten kam es auch zu administrativ verfügten Ausweisungen ohne jedes Urteil von ordentlichen Gerichten in die Herkunftsländer, aus denen die Exilanten früher ausgewandert oder geflohen waren. Manche, die zunächst der Hinrichtung entgingen, wurden stattdessen in die Verbannung verschickt oder landeten mit Haftstrafen bis zu zehn Jahren im Gulag. So wurde beispielsweise Marija Frumkina, die einstige Rektorin der KUNMS, nach Karaganda (Kasachstan) deportiert und ist dort umgekommen. Vermutlich wurde sie 1941 erschossen.

## Rektoren
- 1921–1925: Julian Balthasar Marchlewski (1866–1925)
- 1922–1927: Yrjö Sirola (1876–1936) – Prorektor der Leningrader Filiale
- 1925–1936: Marija Jakowlewna Frumkina, geb. Malka Lifschitz (1880–1943)

## Dozenten
- Mosche Altschuler (1887–1969)
- Ecaterina Arbore (1875–1937)
- Theodor Beutling (1898–1942)
- Anton Iwanow Kosinarow (1884–1942)
- Max Levien (1885–1937)
- Robert Naumann (1899–1978)
- Bolesław Przybyszewski (1892–1937)
- Otto Wyss (1889–1960)

## Studenten und Absolventen
- Ludwig Arnold (1905–1962)
- Vlajko Begović (1905–1989)
- Celina Budzyńska (1907–1993)
- Ante Ciliga (1898–1992)
- Emmy Damerius-Koenen (1903–1987)
- Robert Dassau (1903–1947?)
- Karolis Didžiulis (1894–1958)
- Bernhard Dohm (1905–1986)
- Peder Furubotn (1890–1975)
- Hugo Gräf (1892–1958)
- Alwin Günther (1906–1979)
- Gottfried Grünberg (1899–1985)
- Arvid G. Hansen (1894–1966)
- Edvard Kardelj (1910–1979)
- Nikolai Karotamm (1901–1969)
- Peter Kasper (1907–1939)
- Hans Kippenberger (1898–1937)
- Erwin Kramer (1902–1979)
- Aenne Kundermann (1907–2000)
- Lorenz Lochthofen (1907–1989)
- Jovan Mališić (1902–1939)
- Karlo Mrazović (1902–1987)
- Ragnar Nyström (1898–1939)
- Franjo Ogulinac (1904–1942)
- Marie-Luise Plener (1909–1996)
- Karl Raab (1906–1992)
- Helmut Remmele (1910–1938)[5]
- Wolfgang Ruge (1917–2006)
- Fritz Schälike (1899–1963)
- Hirsch Smolar (1905–1993)
- Richard Staimer (1907–1982)
- Hermann Streit (1909–1996)
- Josip Broz Tito (1892–1980)
- Lotte Ulbricht (1903–2002)
- Uljas Vikström (1910–1977)
- Heinrich Vogeler (1872–1942)
- Walter Vosseler (1908–1981)
- Anton Waibel (1889–1969)
- Elisabeth Zaisser (1898–1987)
- Stanisław Zawadzki (1900–1984)
- Ernst Zöllner (1902–1967)